# Krutyinkai járás

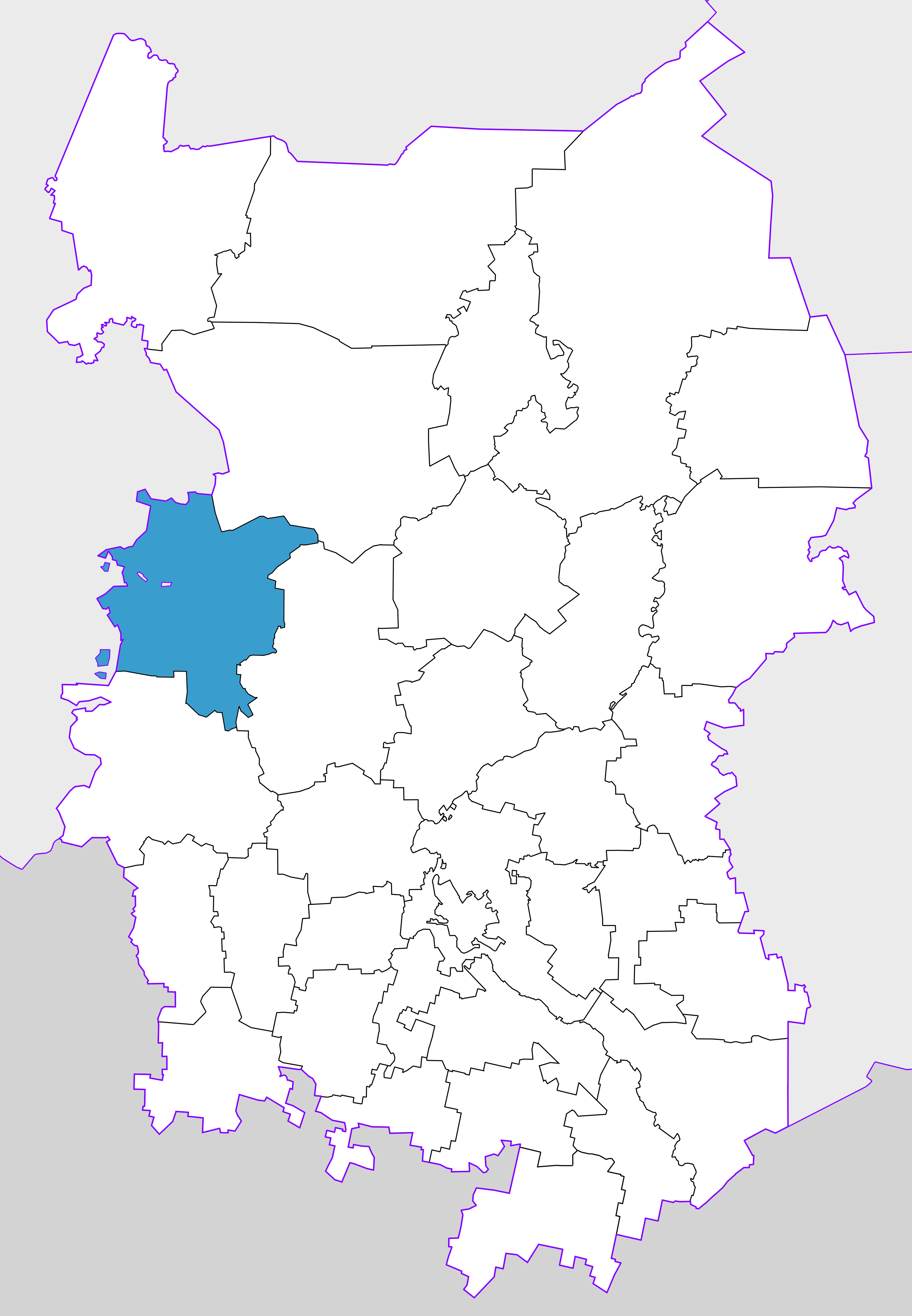
A Krutyinkai járás az Omszki területen

A Krutyinkai járás (oroszul Крутинский район) Oroszország egyik járása az Omszki területen. Székhelye Krutyinka.

## Népesség
- 1989-ben 23 411 lakosa volt.
- 2002-ben 21 287 lakosa volt.
- 2010-ben 17 408 lakosa volt, melynek 90,8%-a orosz, 2,92%-a kazah, 1,33%-a német, 0,73%-a ukrán, 0,34%-a tatár.